# Bakarac
Bakarac (italsky Buccarizza) je přímořská vesnice v Chorvatsku v Přímořsko-gorskokotarské župě, spadající pod opčinu města Kraljevica, od níž se nachází asi 1 km na severovýchod. Žije zde 287 obyvatel. Vzhledem k absenci pláží a poloze u nepříliš čistého Bakarského zálivu (vzhledem k bývalému přístavu tankerů a koksovně v Bakaru) není Bakarac příliš oblíbeným letoviskem a turisty je navštěvován jenom občasně.
Vesnicí prochází silnice D8. Sousedními sídly jsou města Bakar a Kraljevica.